# Rigdzin Mingyur Dorje Drakpo Nuden Tsal
Yongey Mingyour Rinpotché
-
Rigdzin Mingyur Dorje Drakpo Nuden Tsal (1628/1641–1708) né dans la région de Lhatok dans la province tibétaine du Kham est le premier Yongey Mingyour Rinpotché. Terton, il eut à un jeune âge, des visions de Padmasambhava, Karma Pakshi, Hayagriva, Vajravarahi, et Mahakala. Il composa un sadhana au maître, dédiée à Karma Pakshi : « L'esprit du trésor » (gongter). Le 10e Karmapa, Chöying Dorje (1604-1674), lui donna le nom de Rigdzin Mingyour Dorje Drakpo Nuden Tsal. 